# 菜花原矛头蝮
菜花原矛头蝮（学名：Protobothrops jerdonii）为蝰科原矛头蝮属的爬行动物，俗名菜花烙铁头、菜花蝮、菜花蛇、菱斑竹叶青。分布于印度、缅甸、越南以及中国大陆的山西、河南、湖北、广西、四川、贵州、云南、西藏、陕西、甘肃等地，多生活于海拔较高的山区或高原、常栖于荒草坪、耕地内、路边草丛中、乱石堆中或灌木下以及亦见于溪沟附近草丛中或干树枝上。其生存的海拔上限为3160米。该物种的模式产地在印度阿萨姆。

## 亚种
- ，Klemmer于1963年命名，分布在越南西北部，也可能在临近的中国云南等地[2]。
- 原矛头蝮指名亚种（学名：Protobothrops jerdonii jerdonii），Günther于1875年命名。分布于尼泊尔东北部、印度北部、缅甸以及中国大陆的西藏、四川西部、云南等地。
- ，Günther于1889年命名。分布于中国大陆的河南、陕西、甘肃、四川、贵州、河北、广西等地。

## 保护
本种于2023年被收录入《有重要生态、科学、社会价值的陆生野生动物名录》。